# Koraia bokhaica
Koraia bokhaica är en fjärilsart som beskrevs av Vladimir S. Kononenko 1979. Koraia bokhaica ingår i släktet Koraia och familjen nattflyn. Inga underarter finns listade i Catalogue of Life.